# Palestinci
Palestinci je politična oznaka za ljudi, ki živijo na območju Palestine.
Večinsko etnično skupino predstavljajo arabski muslimani, medtem ko so pomembnejše manjšine Druzi, kristjani in Judje.
Danes več kot polovica Palestincev živi izven izvorne regije zaradi neprestanih konfliktov med etničnimi skupinami ter državami na Bližnjem vzhodu.